# Il Cinema in Piazza
Il Cinema in Piazza è un festival cinematografico estivo all’aperto che si svolge annualmente a Roma, a ingresso completamente gratuito. Nato nel 2015 con il nome di Festival Trastevere Rione del Cinema in piazza San Cosimato, è organizzato dalla Fondazione Piccolo America e negli anni è divenuto una delle più grandi e longeve manifestazioni culturali gratuite della Capitale. La rassegna propone proiezioni serali di film (in lingua originale con sottotitoli) accompagnate da incontri con registi, attori e ospiti nazionali e internazionali, e si svolge sotto l’Alto Patrocinio del Parlamento Europeo.

## Storia
L’iniziativa nasce dall’esperienza dell’associazione Piccolo Cinema America, un gruppo di giovani attivisti impegnati nella salvaguardia delle sale storiche romane. La prima edizione si tenne nel 2014 in piazza di San Cosimato, con la proiezione del film Uomini contro (1970) di Francesco Rosi, su ispirazione delle iniziative previste per l'Estate romana; l'iniziativa ottenne il plauso dell'allora Presidente della Repubblica Giorgio Napolitano e alla proiezione fu presente anche il ministro per i beni e le attività culturali e per il turismo Dario Franceschini. La seconda edizione, denominata Festival Trastevere Rione del Cinema, si è tenuta nell’estate 2015 in piazza San Cosimato, riscuotendo subito grande successo, oltre 30.000 spettatori, con serate dedicate ai grandi maestri del cinema italiano e la partecipazione di Ficarra e Picone, Ettore Scola, Giuseppe Tornatore, Carlo Verdone, Gabriele Muccino e altri.
Tra gli ospiti del 2016 ci furono Roberto Benigni, Toni Servillo, Paolo Sorrentino, Ennio Morricone, Dario Argento, e Renzo Arbore. L'edizione del 2017 ha superato le 80.000 persone solo a San Cosimato. Nello stesso anno, il festival fu al centro di un acceso dibattito pubblico: l’amministrazione capitolina guidata da Virginia Raggi ipotizzò una limitazione delle proiezioni, provocando la reazione di decine di registi italiani e internazionali – tra cui Martin Scorsese, Pedro Almodóvar, Paolo Sorrentino, Roberto Benigni, Bernardo Bertolucci e Ferzan Özpetek – che firmarono un appello a sostegno dell’iniziativa.
Dal 2018 l’evento ha assunto il nome di Il Cinema in Piazza, e con la messa a gara per la concessione della piazza da parte del comune, a cui l'associazione non prese parte in segno di protesta, l'iniziativa si è espansa, andando a toccare, oltre alla piazza, anche il Porto turistico di Roma a Ostia, il liceo Kennedy, il Parco di Monte Ciocci e il Casale della Cervelletta. L’iniziativa ha così allargato ulteriormente la sua portata, con oltre 100 serate di proiezione e la presenza di ospiti internazionali come Jeremy Irons, Debra Winger, Paul Schrader e Mathieu Kassovitz.
Nel 2020, nonostante l’emergenza sanitaria dovuta al COVID-19, la manifestazione si è regolarmente svolta con misure di sicurezza e distanziamento, l'evento ha avuto ospiti personalità come Rocco Papaleo, Michela Murgia, Valerio Mastandrea e Claudio Amendola. A partire dal 2023, la sede di Ostia è stata sostituita con una nuova arena nel Parco di Monte Ciocci (zona Valle Aurelia), che da allora affianca San Cosimato e la Cervelletta come location ufficiale dell’evento, ospitando negli anni attori e registi nazionali e internazionali: Mark Ruffalo, Gia Coppola, Matteo Garrone, Oliver Stone, Wim Wnders, Luca Marinelli, Alessandro Borghi, Kiyoshi Kurosawa, Ari Aster e tanti altri.

## Organizzazione e sostegno
Il Cinema in Piazza è organizzato e promosso dalla Fondazione Piccolo America, evoluzione dell’associazione giovanile nata nel 2014 per difendere il Cinema America di Trastevere dalla speculazione immobiliare.
Dal 2020 la manifestazione si svolge sotto l’Alto Patrocinio del Parlamento Europeo, e riceve sostegno economico e istituzionale da parte di Roma Capitale, Regione Lazio, Presidenza del Consiglio dei Ministri – Dipartimento per le Politiche Giovanili, e numerosi enti pubblici e privati.
La gratuità della manifestazione è garantita da un modello di finanziamento misto, che unisce fondi pubblici e sponsorizzazioni. Il festival è inoltre stato inserito, negli anni, nel calendario dell’Estate Romana e riconosciuto dal Ministero della Cultura.

## Controversie
Nel corso degli anni, Il Cinema in Piazza è stato oggetto di alcuni dibattiti pubblici, in particolare in relazione alla sua crescente visibilità e all'utilizzo di spazi pubblici in aree centrali della città. Il caso più noto risale al 2017, quando l’amministrazione comunale di Roma, guidata dalla sindaca Virginia Raggi, manifestò l’intenzione di limitare le proiezioni in piazza San Cosimato per tutelare il diritto al riposo dei residenti. La decisione fu interpretata da molti come una forma di ostilità politica nei confronti dell’organizzazione, suscitando un ampio movimento di sostegno da parte di registi, attori e cittadini.
Inoltre, alcuni osservatori hanno sollevato questioni relative alla distribuzione dei fondi pubblici per la cultura, sostenendo che l’ampio sostegno economico ricevuto dalla Fondazione Piccolo America possa avere effetti di squilibrio nel panorama culturale romano, a scapito di realtà meno visibili. Tuttavia, non risultano indagini ufficiali o irregolarità amministrative a carico dell’organizzazione.